# Labokania
Labokania (Labocania anomala) –  późnokredowy teropod o mocno niepewnej pozycji systematycznej.
Żył w późnej kredzie na terenach współczesnej Ameryki Środkowej i Północnej. Długość ciała do 6 m. Jego szczątki znaleziono na Półwyspie Kalifornijskim.
Ma cechy zarówno tyranozauroidów, allozauroidów jak i abelizaurów. Obecnie teropod ten ma status incertae sedis, czyli rodzaju o niepewnej lub niemożliwej do ustalenia pozycji systematycznej.